# Девушка-ястреб (Кендра Сондерс)
Кендра Сондерс (англ. Kendra Saunders) — супергероиня, которая появляется в американских комиксах издательства DC Comics. Она была создана писателями Джеймсом Робинсоном и Дэвидом С. Гойером и художником Скоттом Бенефилом и она впервые появилась в JSA: Secret Files and Origins #1 (август 1999). Она является третьей и текущей версией Девушки-ястреба. Сондерс изображена как испаноязычная американка на данном этапе цикла реинкарнации. Сондерс отличается от своего прошлого воплощения нежеланием воспринимать себя как реинкарнацию особого существа, дистанцируясь от повторяющихся аспектов своих прошлых жизней. Будучи героиней Девушкой-ястребом, она является бессмертным воином, которая является заметным членом как Лиги справедливости, так и Общества Справедливости Америки.
Сондерс появилась в нескольких экранизациях комиксов. Наиболее примечательным её появление было в мультсериале «DC девчонки-супергерои», где её озвучивает Ника Футтерман. В живом исполнении её роль сыграла Сиара Рене в финале первого сезона телесериала вселенной «Стрелы» «Флэш» на канале The CW, и она также появилась в кроссовере вселенной «Стрелы» «Герои объединяются» и была одним из основных героев первого сезона сериала «Легенды завтрашнего дня». Изабела Мерсед исполняет роль персонажа во Вселенной DC, начиная с фильма «Супермен» (2025).

## История публикации
Новая Девушка-ястреб была представлена в рамках возрождения ежемесячного издания JSA в 1999 году. Новая Девушка-ястреб — Кендра Сондерс, внучка двоюродного брата Девушки-ястреба Золотого века, Спида Сондерса. Девушка-ястреб продолжала регулярно появляться в ежемесячной серии JSA, а позже и в ежемесячном серии Hawkman. В 2006 году продолжающаяся ежемесячная серия Hawkman была переименована в Hawkgirl, начиная с выпуска #50 в рамках сюжетной линии One Year Later; Кендра заменила Человека-ястреба в качестве главного героя. Серия комиксов Hawkgirl была закончена на выпуске #66.
Кендра была повторяющимся участником Хищных птиц. В выпуске #104 Оракул впервые просит её о помощи в борьбе с Секретной шестеркой, за что Оракул награждает её автомобилем. На протяжении всей русской арки Девушка-ястреб выступает в качестве члена команды и развивает соперничество с участницей Секретной шестёрки Скандал.
Она была членом Лиги Справедливости Америки во время её перезапуска, но покинула команду из-за травм, полученных во время Финального кризиса. Кендра и оригинальный Человек-ястреб (Картер Холл) были убиты во время сюжетной линии Blackest Night; Катар Хол был убит ранее в финальной битве с Богом-ястребом, и Картер Холл, который перевоплотился в новом теле, заменил его в качестве напарника Девушки-ястреба. Картер и Шира были воскрешены после Blackest Night, но Кендра с тех пор снова была убита.

## Биография персонажа
Кендра Сондерс была молодой латиноамериканкой, которая покончила с собой. Когда душа Кендры покинула её тело, в него вошла душа двоюродной сестры её деда Ширы Сандерс Холл, Девушки-ястреба Золотого века и жены Картера Холла, что сделало Кендру носителем души Ширы. Её дедушка, бывший агент УСС и искатель приключений Спид Сондерс, признал это, отчасти из-за изменения цвета глаз, и поощрял свою внучку принять своё предназначение в качестве «новой» Девушки-ястреба.
У Кендры была дочь по имени Миа, которая не показана, но упоминается.
Всё ещё считая себя Кендрой, она дебютировала в качестве героя, используя оригинальное снаряжение Девушки-ястреба, и отправилась на поиски существа по имени Дитя Судьбы (на самом деле её собственного реинкарнированного сына, Гектора Холла). Это привело к встрече с Обществом справедливости и вступлению Кендры в эту команду.
В настоящее время у неё есть все воспоминания Кендры, но почти ничего из воспоминаний Ширы, кроме опыта сражений. Это создаёт напряжённость в отношениях с Человеком-ястребом, поскольку он помнит все их прошлые совместные жизни и верит, что они созданы друг для друга. Кендра была представлена как очень проблемная молодая женщина, которую преследует убийство её родителей коррумпированным полицейским и которая запуталась в своих воспоминаниях и чувствах. Она работала напарницей Человека-ястреба, но только недавно начала по-настоящему признавать своё влечение к нему. Правду о том, кто такая Кендра, в конце концов ей раскрыл ангел Зауриил.
Она — одна из героев, сражавшихся в космосе во время войны Ранн-Танагар. После событий Infinite Crisis неисправность транспортёра Zeta Beam привела к травмам многих супергероев в космосе, включая Девушку-ястреба, в результате чего она выросла более чем на двадцать футов в высоту. Некоторое время спустя, когда Кендра восстановила свой прежний рост, её показали живущей в Сент-Роче, Луизиана, работающей в Музее Стоунчат и защищающей город в качестве Девушки-ястреба.
Она также является возвращающимся членом новой Лиги справедливости, которая эффективно работала с командой, когда первоначальные участники ранее отсутствовали. Назревающие отношения между Девушкой-ястребом и Красной стрелой стали одной из главных сюжетных линий серии, хотя, похоже, они закончились. Девушка-ястреб теперь на 100% Кендра Сондерс. Душа Ширы Сандерс покинула тело Кендры и отправилась в загробную жизнь. Шира надеется, что её смерть окончательно снимет проклятие Хат-Сета.

### Hawkmanтом 4 (2002—2006)
В продолжающейся ежемесячной серии комиксов Hawkman Девушка-ястреб была представлена как очень несчастная молодая женщина, стремящаяся прояснить ситуацию с убийством своих родителей коррумпированным полицейским и запутавшаяся в своих воспоминаниях и чувствах. У неё были все воспоминания Кендры, но почти ничего из воспоминаний Ширы. Это создало напряжённость в отношениях с Человеком-ястребом, поскольку он помнил все их прошлые совместные жизни и верил, что они созданы друг для друга. 
Она действовала как партнёр Человека-ястреба, но в конце концов начала по-настоящему признавать своё влечение к нему.
В одной из прошлых жизней Кендра была охотницей за головами по имени Корица, реинкарнацией египетской принцессы Чай-Ары. Таким образом, она становится любовницей реинкарнации принца Хуфу, героя Найтхоука. Когда Корица подвергается нападению грабителя «Джентльмена Джима» Крэддока, Найтхоук вешает его, тем самым связывая свою судьбу с их собственной. Корица, вместе с Найтхоуком, была убита последним воплощением Хат-Сета, их злейшего врага.
В конце концов, Кендра встречается с офицером полиции Женщиной-ястреб, которая разыскивает своего пропавшего напарника Катара Хола, ранее одержимого существом, известным как Аватар-ястреб. Также стремясь арестовать танагарского преступника Бита Рока, Шаира Тол обратилась за помощью к Кендре. Действуя сообща, они смогли победить злодея. Прежде чем отправиться на Танагар с Битом в качестве пленника, Женщина-ястреб отдала Девушке-ястреб свою сбрую в знак их недавно завязавшейся дружбы.
Девушка-ястреб чувствовала, что она была не первой, к кому Человек-ястреб обратился бы в трудную минуту, рассматривая её как девушку в беде, неспособную постоять за себя, и унижая её положение как в глазах Общества Справедливости Америки, так и в их партнёрстве. Она заметила, что он часто обращался с ней как с подельницей, но Кендра отрицала эти отношения, желая, чтобы её считали равной ему. Ближе к концу серии Девушка-ястреб раскрывает Картеру все свои чувства, заставляя его извиниться и признать, что он всё это время неправильно к ней относился. История заканчивается на романтической ноте, когда Ястребы сражаются вместе во время войны Ранн-Танагар.

### СерияHawkgirl
Ежемесячная серия Hawkman был переименован в Hawkgirl, где Кендра заменила Картера в главной роли. Девушка-ястреб защищает Сент-Рок, Луизиана, в отсутствие Человека-ястреба и работает в Музее Стоунчат. Она несколько раз сражалась с Химерой, в конце концов убив её. Позже она была похищена и предана инсценированному суду за государственную измену против своего народа группой беглых танагарских преступников по наущению Блэкфайр. После объявления ее виновной один из преступников связывает ей руки за спиной, заклеивает рот куском клейкой ленты и пытается казнить через повешение — после чего Кендра обнаруживает, что может парить без крыльев, и таким образом может инсценировать свою смерть и победить преступников. Затем Кендра становится прямой мишенью Блэкфайр, который решает сам отправиться на Землю, чтобы убить Девушку-ястреб и Человека-ястреба. Вместе Ястребы побеждают её и забирают её силы.
Позже Кендра сражается бок о бок с Яростными девами Дарксайда, когда на Сент-Роч нападает зловещее оружие судного дня с Апоколипса, украденный гизмоид Бета-3. 
Оказывается, что гизмоид связан со старым врагом Ястребов, Хат-Сетом, поскольку он был доставлен на Землю много веков назад и приземлился в Древнем Египте во времена правления Хат-Сета и спрятан в канопе.
Благодаря усилиям Хат-Сета вернуть сосуд, гизмоид активируется возле Музея Стоунчата. Согласно своей программе, он замечает Девушку-ястреб и, выбрав её в качестве образца, принимает её облик, чтобы начать уничтожение Земли. Выслеживая его, Яростные фурии прибывают на Бум-трубе, но остаются в сознании.
Будучи гигантской механизированной версией Девушки-ястреб, гизмоид начинает атаковать Сент-Роч со своим арсеналом оружия. Бернадет и другие девы пытаются уничтожить гизмоида, но безуспешно. Но, благодаря своей недолгой связи с гизмоидом, Девушка-ястреб обнаруживает слабое место, благодаря которому ей и девам удаётся победить его.
План Девушки-ястреб срабатывает, и гизмоид разваливается на куски, но после этого Кровавая Мэри, одна из дев с вампирскими наклонностями, нападает на Девушку-ястреб, лежащую без сознания. К счастью, Дэнни Эванс следил за ходом битвы и появился как раз вовремя. Ему удаётся задержать Кровавую Мэри достаточно долго, чтобы Девушка-ястреб пробудилась и обезвредила её. Яростные девы забирают Кровавую Мэри и неохотно благодарят Девушку-ястреб за её усилия, прежде чем уйти.
Кендра, наконец, решает сразиться со своим смертельным врагом, Хат-Сетом, который шпионил за ней в течение некоторого времени. Девушка-Ястреб начинает приближаться к его поискам с помощью Бэтмена, Супермена и Оракула. Во время своих поисков Кендру похищает Хат-Сет и увозит её в Египет. Человек-ястреб отправляется на спасательную миссию, но попадает в плен к приспешникам Хат-Сета. Тем временем Девушке-ястреб удаётся освободиться. Она сталкивается с Хат-Сетом и после финальной битвы убивает его и спасает Человека-ястреба. Теперь они оба наконец-то обрели покой, разорвав цикл перерождения и неудач. Они видят, как снова влюбляются друг в друга, но Девушка-ястреб утверждает, что на этот раз Картер должен заслужить её любовь.

### Justice League of America
Главная сюжетная линия Девушки-ястреб в ранних выпусках второго тома Justice League of America были сосредоточены на её отношениях с Красной стрелой. Поначалу оба искали интрижку, но потом поняли, что влюблены друг в друга, и Девушка-ястреб даже познакомилась с его дочерью Лиан, что стало результатом его прежнего романа с Чешир.
Их отношения стали одной из главных сюжетных линий серии, а неодобрение Чёрной Канарейкой этих отношений внесло в них некоторую напряжённость. Кроме того, Пауэр Гёрл посоветовала Красной стреле не связываться с Девушкой-ястреб, поскольку ей суждено было в конечном итоге вернуться к Человеку-ястребу (Картер Холл). Несмотря ни на что, они начали встречаться, а Лига Справедливости позже узнала об этом после того, как Красный торнадо застукал Девушку-ястреб и Красную стрелу спящими вместе.
Это было началом бурных отношений, когда прошлые отношения, воспитание детей и неспособность выразить свои чувства друг к другу вызывали проблемы. Постоянная боль Красной стрелы из-за отсутствия Чешир и противоречивые чувства Девушки-ястреб к Человеку-ястребу внесли напряжение в их роман, из-за чего пара регулярно ссорилась. В конце концов отношения распались, и Красная стрела покинул Лигу справедливости.
Находясь на миссии Лиги Справедливости на Планете-тюрьме, Девушка-ястреб обнаружила ещё одну способность, предоставляемую N-металлом — способность ослаблять силы, исходящие из ткани пространства-времени. Таким образом, Кендра была единственной участницей, не пострадавшей от Канджара Ро, что позволило ей сразиться со злодеем и спасти своих друзей. Затем Девушка-ястреб покинула Лигу Справедливости из-за травм, полученных во время Финального кризиса.

### Blackest Night
В Blackest Night #1 показано, как Кендра спорит с Человеком-ястребом о том, стоит ли посещать могилу Джин Лоринг с Атомом. Пока два героя ссорятся, ожившие трупы Ральфа и Сью Дибни, которые теперь являются членами Корпуса Чёрных Фонарей, проникают в убежище Человека-ястреба. Чёрные Фонари нападают, Сью пронзает Девушку-ястреб копьём. Ральф насмехается над Человеком-ястребом, говоря ему, что Девушка-ястреб никогда его не любила; со своим последним вздохом она опровергает это утверждение. Вскоре после этого Человека-ястреба убивают, и сам Чёрная Рука воскрешает обоих героев в качестве Чёрных Фонарей.
Во время сражения в Кост-Сити Племя Индиго выбрало Атома, так как он более эффективен против сил Некрона. Атом просит Индиго-1 сохранить в тайне его участие в развёртывании войск и просит её помочь ему найти способ должным образом воскресить Человека-ястреба и Девушку-ястреб. В финальной битве Хэл Джордан превращает этот дуэт в Корпус Белых Фонарей, а после уничтожения Некрона они оба воскресают. Девушка-ястреб говорит, что помнит все свои прошлые жизни, затем снимает маску и раскрывается, что она — Шира, и они с Картером радостно воссоединяются.

### Brightest Day
В кроссовере Brightest Day Картер и Шира следуют за Хат-Сетом, который собрал кости из всех их прошлых тел и создал из них портал в Мир Ястребов. Находясь там, Сущность приказывает Шире помешать Хас-Сету убить Картера, потому что, если он умрёт ещё раз, он больше не сможет пройти цикл перерождения. В подземелье Мира Ястребов на Ширу нападает Хат-Сет и захватывает её в плен. Затем её отводят к королеве Мира Ястребов, которая раскрывает Шире, что она её мать. Хат-Сет и королева Хеа привязали Девушку-ястреб к вратам и ударили по ней, чтобы заманить Человека-ястреба в это место. Человек-ястреб и его группа пантер нападают на родной мир Человекоястребов. Когда Человек-ястреб прибывает и привлекает его внимание, Шира переворачивает ситуацию с ног на голову и, используя свои ноги, сворачивает ему шею, убивая его. Тем временем королева Хеа контролирует Человека-ястреба, так как она управляет N-металлом в булаве и доспехах, и она отправляет Картера к Шире. Королева Хеа открывает врата и входит в портал, ведущий на родину Замаронов. Прибыв на родину Замаронов, Звёздный Сапфир (Кэрол Феррис) освобождает их обоих, чтобы остановить вторжение королевы Хеа. Девушка-ястреб вскоре встречается лицом к лицу со своей матерью, но Хищник чувствует недостаток любви в сердечной связи Хеа с ней и не знает, действительно ли она способна содержать силу истинной любви.
Хищник делает Хеа своим хозяином-носителем, но Шире и Картеру удаётся разделить их обоих, одновременно ударив Хеа оружием, сделанным из замаронианских кристаллов. Кости из прошлых жизней Человека-ястреба и Девушки-ястреб отделяются от врат и, оживлённые силой фиолетового света любви, хватают Хеа и заточают её в Замаронианской центральной энергетической батарее. Шира и Картер, выполнив обе свои миссии, возвращаются к жизни, и Кэрол телепортирует их обоих обратно в музей Сент-Роча. Там пара, счастливая тем, что наконец-то победила проклятие, начинает раздеваться, чтобы заняться любовью, но их внезапно прерывает появление Мертвеца, которого привело туда его белое кольцо. Кольцо приказывает Шире и Картеру жить раздельно, чтобы жить сильнее (потому что они ценят любовь больше, чем саму жизнь), но когда Картер отвечает, что они больше не собираются жить порознь, кольцо отвечает «Да будет так» и выпускает вспышку белого света, которая превращает Человека-ястреба и Девушку-ястреб в белую пыль, в то время как Мертвец смотрит на это в ужасе. Мертвец приказывает кольцу воскресить и Человека-ястреба, и Девушку-ястреб, но кольцо отказывается и говорит ему, что Девушка-ястреб уникальна и что она была возвращена к жизни, чтобы преодолеть то, что сдерживало её в прошлой жизни, потому что она необходима для спасения Земли.
Когда «Тёмный Аватар» дал о себе знать, выяснилось, что Девушка-ястреб и Человек-ястреб являются частью Элементалов. Сущность преобразовало их, чтобы они стали элементом воздуха и защищали лес Стар-Сити от Тёмного Аватара, который, по-видимому, является Болотной твари в качестве Чёрного Фонаря. Затем Элементалы сливаются с телом Алека Холланда, чтобы Сущность превратила его в новую Болотную тварь и чтобы он сразился с Тёмным Аватаром. После того, как Тёмный Аватар был побеждён, Болотная тварь, похоже, вернула Элементалов к их естественной форме; однако, когда Человек-ястреб пытается заметить Ширу, он обнаруживает, что она не была возвращена, как он. Позже Болотная тварь рассказывает ему, что Шира повсюду, показывая, что она всё ещё элементал воздуха. После этого Человек-ястреб возвращается домой, крича «Шира».

### The New 52
В 2011 году DC Comics провело полную перезагрузку своей вселенной в рамках издательского проекта The New 52. В сюжетах, действие которых разворачивается на Земле-Прайм DC, сюжетная арка Дикого Человека-ястреба Hawkman Wanted (Savage Hawkman #13-16 и, возможно, выпуски #0 и #12) объясняет место персонажа в The New 52. Шаира Тол раскрывается как принцесса Танагара, бывшая возлюбленная Катара Хола и сестра императора Корсара. Изначально она изображена как злодейка, стремящаяся отомстить Катару и прибывшая на Землю, чтобы привлечь Катара к ответственности за его преступления против Танагара и убийство Корсара. Позже становится очевидным, что Катар был невиновен, и Шаира удивляется, когда обнаруживает, что её брат жив и стоит за арестом Катара в попытке отделить Катара от N-металла и завладеть им. Затем она жертвует собой, чтобы спасти жизнь Катара.
Следуя сюжетной линии DC Convergence, версия Девушки-ястреба из Серебряного века существует во вселенной, существовавшей до Кризиса. Поскольку действие происходит сразу после событий мини-серии Shadow of War, Человек-ястреб и Девушка-ястреб были захвачены в плен в находящемся под куполом Готэм-Сити. Они работают кураторами в городском музее, а также борются с преступностью против скрытых танагарцев, которые изначально намеревались завоевать Землю, но позже признались, что отказались от этого, когда рухнул купол. Один из беглецов объясняет, что они видели будущее и что их вселенная не выживет. Человек-ястреб и Девушка-ястреб наблюдают, как их мир начинает рушиться из-за Кризиса, но они также понимают, что может начаться всё сначала, и улетают с надеждой в сердцах.

### DC Rebirth
В марте 2016 года DC Comics запустила проект DC Rebirth — масштабный перезапуск всей линейки регулярных ежемесячных комиксов о супергероях. Используя концовку проекта The New 52 в мае 2016 года как отправную точку, DC Rebirth вернула Вселенную DC в том виде, близкому к тому, что было до сюжетной линии Flashpoint, при этом сохранив множество элементов из The New 52, включая их хронологию.
После этого Девушка-ястреб впервые появилась в Dark Days: The Forge и Dark Days: The Casting, которые послужили прелюдией к Dark Nights: Metal.
Девушка-ястреб изначально родилась как Чай-Ара, возлюбленная египетского принца Хуфу. Однажды ночью Хуфу и Чай-Ара обнаружили танагарский корабль, который приземлился на Земле. Корабль был сделан из таинственного N-металла. Воздействие металла заставило Чай-Ару и Хуфу, а также их врага Хат-Сета, вступить в цикл бесконечных перерождений во времени и пространстве. Чай-Ара прожила бесчисленное количество жизней, прежде чем возродилась совсем недавно как Кендра Сондерс, в то время как последним воплощением её возлюбленного стал Картер Холл.
Кендра Сондерс дебютировала в DC Rebirth в Dark Nights: Metal #1, где она представлена как лидер нынешней антиапокалиптической команды Чёрные ястребы. Стремясь предотвратить вторжение Тёмных рыцарей на Землю, Девушка-ястреб предупредила Лигу справедливости о предстоящем вторжении Темной Мультивселенной и позже сотрудничала с Лигой, чтобы помочь им победить Тёмных рыцарей. Девушка-ястреб также является членом Бессмертных Людей, группы старейших существ Земли. Таким образом, Бессмертные поручили ей использовать астральный мозг Анти-Монитора в Скале вечности для уничтожения Тёмных рыцарей. Однако, когда она попыталась это сделать, её действия прервал Барбатос, который превратил её в её версию тёмного ястреба по имени Леди Чёрный Ястреб. Позже выяснилось, что из-за влияния Барбатоса связь Кендры с N-металлом стала неотъемлемой частью её сущности. Теперь она может хвастаться изменённой физиологией, напоминающей о её прошлой жизни в качестве танагарца, в результате чего к спине Девушки-ястреб были прикреплены металлические крылья.
Девушка-ястреб восстановила контроль над своим телом после того, как Чудо-женщина применила к ней Лассо Истины, восстановив воспоминания Кендры. Найдя булаву Человека-ястреба из N-металла, Чудо-женщина и Девушка-Ястреб отправляются через портал на Землю, где сражаются с испорченными версиями Лиги Справедливости. Во время их битвы Девушка-ястреб сталкивается с Человеком-ястребом, одержимым Барбатосом. Она освобождает его из-под контроля злодея после того, как убеждает Картера вспомнить все их прошлые совместные жизни. После оказания помощи в разгроме Барбатоса и Тёмных рыцарей, Девушка-ястреб была принята на работу в новую Лигу Справедливости.
В поисках ответов, связанных с её новыми крыльями из N-металла, Девушка-ястреб отправилась на Танагар-Прайм вместе с Марсианским Охотником и Джоном Стюартом. Там Кендра встретила Шаиру Хол, Девушку-ястреб Серебряного века. Шаира показана как императрица Танагара, хранительница секретов планеты. Кендра рассказывает, что Шаира — это действительно её предыдущая жизнь, а Стармен говорит, что они существуют одновременно из-за того, что Перпетуя и Тотальность разорвали цепь воскрешения и разделили их. Таким образом, Кендра и Шаира — это два совершенно разных человека.
Позже Кендра узнала, что она сыграла ключевую роль в восстановлении Стены Источника, которая ранее была разрушена во время мероприятия Dark Nights: Metal. Её крылья из N-металла была доверена сила, позволяющая восстановить целостность Стены Источника. Узнав об этом, Кендра попыталась спасти вселенную, принеся себя в жертву Стене Источника, но её план сорвал Брейниак.
Девушка-ястреб — член перезапускаемой раз в две недели серии про Лигу справедливости, автором которой является Скотт Снайдер.
Девушка-ястреб была участницей Лиги справедливости во время событий Тёмного метала. Кендре и остальным членам команды было поручено спасти Легион Погибели из лап Перпетуи.
Девушка-ястреб также показана как член Гильдии детективов, группы, в которую входят величайшие детективы Земли.

### Infinite Frontier
После завершения Dark Nights: Death Metal Девушка-ястреб снова стала основной участницей новой серии Justice League, написанной Брайаном Майклом Бендисом.

### Dawn of DC
После завершения Dark Crisis и роспуска Лиги справедливости, Девушка-ястреб получила новую книгу, в которой рассказывается о её новой жизни в Метрополисе.

## Характеризация

### Кендра Сондерс
Тайная личность Девушки-ястреб — Кендра Сондерс, женщина латиноамериканского происхождения, которая была представлена как студентка киношколы в начале своей истории публикаций. Связь персонажа с наследием Девушки-ястреб/Женщины-ястреб различается в зависимости от серии комиксов; первоначально попытка самоубийства стала катализатором, позволившим духу древнеегипетской принцессы Чай-Ары вселиться в ее тело и добавить Сондерс в череду циклов реинкарнации. Позже этот подход был изменён, и в качестве альтернативы она была представлена как последняя в цикле реинкарнаций Шрры (первоначальной инкарнации), хотя космические события и её преждевременное добавление создают сложности, что также позволило другой Девушке-ястреб Шаире Тол/Шире Холл существовать одновременно как часть цикла реинкарнаций.
В качестве Девушки-ястреб Сондерс известна своими боевыми способностями и свирепостью в бою, что обычно присуще другим Девушкам-ястребам. Она также известна как один из самых быстрых и умелых воздушных бойцов на Земле. Часто встречающаяся тема в историях, посвященных Сондерс — это определение себя вне рамок романа с Человеком-ястребом и её наследия. Несмотря на то, что героиня служила в тех же командах, что и её предшественницы, известно, что у неё сестринские отношения с другими супергероинями, чего нет у других Женщин-ястребов из-за того, что они часто находятся в обществах, где доминируют мужчины.

### Семья
В обеих сериях комиксов постоянно показано, что у персонажа есть родственники-люди, в том числе Майкл и Трина Сондерс, которые являются её родителями. Её часто изображают осиротевшей и воспитываемой своим дедушкой-авантюристом Спидом Сондерсом. В старших классах школы она также забеременела в подростковом возрасте, в результате чего у неё родилась дочь Миа, которую она отдала на удочерение. Более поздние истории также касались её семьи по материнской линии, которая имеет латиноамериканское происхождение.

### Любовные интересы
В отличие от других предшественниц, героиню Сондерс часто изображают более неохотно встречающейся с Человеком-ястребом, хотя до Флэшпойнта она в конце концов заинтересовалась романом с ним. У персонажа были и другие любовные интересы, в том числе Рой Харпер и Марсианский Охотник. Во второй ограниченной серии про Девушку-ястреб героиню также пытается завоевать подруга по колледжу Абилин Парк, но Кендра отвергает её, ссылаясь на незаинтересованность в поиске отношений.

## Силы и способности
Сондерс обладает сверхчеловеческой силой, выносливостью, исцеляющим фактором и способностью летать; этими способностями её наделил N-металл. Первоначально её способности были связаны с амуницией и большими крыльями, которыми она могла управлять, в то время как в более поздних версиях её силой наделял металл, который позже был привит к её физиологии, из-за чего у неё появились способности, похожие на те, что были у неё, когда она жила на Танагаре.
Она также бессмертна и помнит свои прошлые жизни, что даёт ей огромное количество знаний. Эти знания делают её опытным археологом, интересующимся историей Древнего Египта и инопланетными мирами, способным детективом с острыми исследовательскими способностями и высококвалифицированным воином, способным сражаться как с оружием, так и без него.

## Другие версии

### Земля-2
В 2011 году DC Comics провело полную перезагрузку своей вселенной в рамках издательского проекта The New 52. Вслед за этим в комиксе «Земля 2», действие которой разворачивается в параллельной реальности того мира, появилась переосмысленная версия Девушки-ястреб Кендры Сондерс. Её полное происхождение не было раскрыто, за исключением некоторых намёков на её прошлое в рамках секретной программы, в которой участвовал Эл Пратт. Позже выясняется, что Кендра Муньос-Сондерс — профессиональная охотница за сокровищами, и была нанята Мировой армией до того, как в Египте произошло нераскрытое событие, в результате которого Кендре приживили крылья за спиной, в то самое время, когда Халид Бен-Хассин нашел Шлем Судьбы.
Некоторое время спустя Кендра встретилась с Флэшем в Европе. Судьба подсказала ей, где его можно найти. Вместе они отправились в Вашингтон, округ Колумбия, и сражались с Соломоном Гранди, но без особого успеха. Позже к ним присоединился Зелёный Фонарь, а затем и Атом. Чтобы победить Гранди, Зелёный Фонарь вынес его за пределы земной атмосферы и бросил одного на Луне.
Несмотря на свою помощь в борьбе с Гранди, Атом, по приказу Мировой армии, попытался захватить Девушку-ястреб, но она сбежала с помощью Флэша. Затем Зеленый Фонарь вернулся на Землю после того, как устранил опасность, связанную с ядерными ракетами, которые Мировая армия запустила по совету Терри Слоуна. К сожалению, у него закончились силы, так как большую их часть он потратил на то, чтобы победить Гранди. Его спасла Девушка-ястреб, которая поймала его, когда он находился в свободном падении.
Затем Девушка-ястреб посетила квартиру Алана Скотта, который все еще оплакивал смерть своего напарника Сэма. Детективные навыки Девушки-ястреб позволили ей обнаружить, что Алан и Зелёный Фонарь — один и тот же человек. Она пыталась убедить его присоединиться к ней и Флэшу, чтобы сформировать команду против надвигающейся опасности. С тех пор Девушка-ястреб вместе с Флэшем, Зелёным Фонарём и Доктором Фейтом сформировали команду «Чудеса света».
Во время событий The Tower of Fate Девушка-ястреб в Новом Орлеане пытается уговорить Халида присоединиться к ней в попытке противостоять войне с Апоколипсом. Позже, когда она пытается найти ячейку парадемонов в Луизиане, появляется Зелёный Фонарь и просит ёе помочь выяснить, почему был убит его муж. Вместе с Кендрой Алану удаётся узнать гораздо больше о Сэме, и в течение нескольких часов охотница за сокровищами полностью превзошла всех детективов, ранее нанятых мистером Чжао. Они пролетают над китайской гаванью, когда Кендра замечает, что они достигли точки, где должна была быть подсказка, поскольку в одном из контейнеров находится нечто, связанное со смертью Сэма. Как только они открыли контейнер, Алан и Кендра, к своему ужасу, обнаруживают множество мёртвых парадемонов, наваленных друг на друга. Будучи удивлёнными своими находками и недоумевая, как это могло привести к гибели Сэма, они решают вернуться к своему предыдущему источнику, лидеру мафии Эдди Каю.
К сожалению, прежде чем они успевают продолжить свои поиски, Зелёный обращается к Алану и умоляет его вернуться в Америку. Хотя Алан сопротивляется изо всех сил, сила приказа оказывается слишком непреодолимой, и он вынужден оставить Кендру, несмотря на её протесты, однако, когда он уходит, он умоляет Кендру продолжать поиски вместо него. Всё ещё помогая Алану с его проблемой, Девушка-ястреб появляется на кладбище в поисках ответов, где на неё нападают генетически улучшенные апококрысы, на которых ездят воины Апоколипса. Бэтмен помогает ей и говорит отправиться на поиски Канто, убийцы с Апоколипса. Она узнаёт, что покойный муж Алана был связан с боевыми технологиями Апоколипса.
Когда произошло второе вторжение Апоколипса на Землю-2, Чудеса света безуспешно пытались спасти Землю-2 от уничтожения, и им пришлось эвакуироваться на планету, которая была близнецом Земли, и только два миллиона человек пережили войну. В 2015 году в продолжении серии под названием Earth 2: Society было показано, как выжившие в войне Земли-2 с Апоколипсом, такие как Девушка-ястреб, Зелёный Фонарь и Флэш, оказываются в новом мире и вынуждены создавать там новую жизнь.

### Gotham City Garage
Версия Девушки-ястреб Кендры Сондерс фигурирует в серии Gotham City Garage. Она самый молодой член очень старой команды. Выясняется, что родители Кендры погибли во время инопланетного вторжения, позже её спасли Чёрные ястребы и с юных лет обучалась у Капитана Блэкхока. Она носит костюм Леди Чёрный ястреб и использует псевдонимом Кендра Блэкхок. Она уходит из Чёрных ястребов, чтобы помочь Гаражу Готэм-Сити противостоять атакам Лекса Лютора.

### DCeased
Версия Девушки-ястреб Кендры Сондерс представлена в серии комиксов DCeased. На этой альтернативной Земле, где зомби-вирус поразил большую часть планеты, Кендра — одна из оставшихся в живых. Она сообщает Лиге Справедливости, что Капитан Атом вот-вот взорвётся, давая кольцу Зелёного Фонаря Чёрной Канарейки достаточно времени, чтобы защитить их от взрыва. Позже Девушке-ястреб удаётся эвакуироваться с Земли вместе с несколькими гражданскими лицами и членами Лиги Справедливости.
Она показана в продолжении DCeased: Dead Planet, действие которого разворачивается через пять лет после выхода оригинальной мини-серии. Выжившие делают Землю-2 своим новым домом, но после того, как они получают сигнал бедствия от Киборга, Кендра вместе с другими героями возвращается на Землю, чтобы ответить на этот сигнал.

## Вне комиксов

### Телевидение
- Кендра Сондерс / Девушка-ястреб, с элементами Ширы Сандерс Холл, появляется в проектах вселенной «Стрелы», где её роль исполняет Сиара Рене.[67] Эта версия является реинкарнацией египетской жрицы Чай-Ары, которая была убита Хат-Сетом вместе со своим возлюбленным, принцем Хуфу, и наложила заклинание, позволяющее ей и Хуфу жить вечно в результате реинкарнации.
  - Сондерс впервые появляется в качестве второстепенного персонажа в сериале «Флэш». После прибытия в Централ-Сити и став баристой, она недолго встречалась с Циско Рамоном.
  - В кроссовере «Герои объединяются» за Сондерс охотится Хат-Сет, ныне бессмертный Вандал Сэвидж, и она сталкивается с реинкарнацией принца Хуфу, Картером Холлом / Человеком-ястребом. Она также узнаёт о своём происхождении, прошлой жизни в качестве Чай-Ары и способностях Девушки-ястреб. Объединив усилия с Рамоном, Холлом, Флэшем, Зелёной Стрелой и их союзниками, Сондерс открывает в себе силы и работает с ними, чтобы победить Сэвиджа. Несмотря на то, что она узнала о своей судьбе с Картером, она по-прежнему привязана к Рамону.
  - Сондерс появляется в сериале «Легенды завтрашнего дня»,[68] где она и Холл присоединяются к Легендам, чтобы победить будущую версию Сэвиджа. Попутно команда обнаруживает, что только Сондерс может убить Сэвиджа, используя кинжал, который она держала в руках будучи Чай-Арой, когда она умерла. По ходу сериала она теряет Холла, но у неё завязываются новые отношения с Рэем Палмером, которые усложняются, когда они временно застревают в 1950-х годах и выдают себя за супружескую пару, несмотря на напряжённость межрасовых отношений в ту эпоху, а также сложности её «отношений» с Холлом. После воссоединения с одной из реинкарнаций Холла, она успешно убивает Сэвиджа, прежде чем они с Холлом покидают Легенд, чтобы быть вместе.

### Кино
Кендра Сондерс / Девушка-ястреб появляется в эпизодической роли без слов в мультфильме «Лего Фильм: Бэтмен».

### Вселенная DC
Кендра Сондерс / Девушка-ястреб появляется в проектах, действие которых происходит во Вселенной DC, где её роль исполняет Изабела Мерсед. Эта версия является членом Банды справедливости Максвелла Лорда.
- Сондерс впервые появилась в фильме «Супермен».[69] Она помогает Супермену сражаться с кайдзю Лекса Лютора вместе с остальной Бандой справедливости, но не хочет освобождать Супермена из-под стражи LuthorCorp после того, как выясняется, что Джор-Эл и Лара Лор-Ван отправили его завоевать Землю. Позже она передумывает и участвует в обороне Джарханпура от вторжения со стороны Боравии.
- Сондерс появится во втором сезоне телесериала «Миротворец».[70]

### Видеоигры
- Кендра Сондерс / Девушка-ястреб появляется в качестве открываемого игрового персонажа в игре Justice League Heroes, где её озвучивает Коллетт Уиттакер.[71] Эта версия обладает сверхзвуковым криком Чёрной Канарейки.
- Кендра Сондерс / Девушка-ястреб появляется в DC Universe Online в дополнении «Dark Nights: Metal». Она сражается с вторжением Тёмной Мультивселенной на Танагар и Землю, прежде чем Бэтмен, который смеётся, превращает её в Леди Чёрный ястреб, что приводит к тому, что игрок спасает её.
- Кендра Сондерс / Девушка-ястреб появляется в качестве играемого персонажа в Infinite Crisis, где её озвучивает Мария Кэнелс-Баррера.

### Прочее
- Кендра Сондерс / Девушка-ястреб появляется в мультсериале «DC девчонки-супергерои» и его сопутствующих фильмах, где её озвучивает Ника Футтерман.[71] Эта версия является старостой Школы супергероев и членом школьного детективного клуба.
- Кендра Сондерс / Девушка-ястреб появляется в сопутствующем комиксе к мультсериалу «DC девчонки-супергерои».

## Коллекционные издания
| Название                     | Коллекционный материал                       | Дата публикации | ISBN                   |
| ---------------------------- | -------------------------------------------- | --------------- | ---------------------- |
| Hawkgirl: The Maw            | Hawkgirl том 1 #50-56                        | апрель 2007     | ISBN 978-1-4012-1246-9 |
| Hawkgirl: Hawkman Returns    | Hawkgirl том 1 #57-60 JSA: Classified #21-22 | ноябрь 2007     | ISBN 978-1-4012-1488-3 |
| Hawkgirl: Hath-Set           | Hawkgirl том 1 #61-66                        | март 2008       | ISBN 978-1-4012-1488-3 |
| Hawkgirl: Once Upon a Galaxy | Hawkgirl (2023) #1-6                         | июнь 2024       | ISBN 978-1779525109    |